# Клімик Анатолій Улянович
Клімик Анатолій Улянович (нар. 14 квітня 1939, Хмільник, Вінницька область — пом. 22 липня 2008, Хотів) — український математик, доктор фізико-математичних наук. Відомий фахівець в області теорії представлень груп і алгебр Лі, сучасної теорії спеціальних функцій, математичної фізики та некомутативної геометрії.

## Біографія
Закінчив фізико-математичний факультет Ужгородського університету у 1961 році.
З 1961 року по 1964 рік працював вчителем середньої школи с. Ставне Великоберезнянського району Закарпатської області.
З 1964 року по 1967 рік проходив підготовку в аспірантурі Інституту математики АН УРСР та Інституту теоретичної фізики АН УРСР. В 1967 році він захистив дисертацію на здобуття вченого ступеня кандидата, а в 1982 році — доктора фізико-математичних наук.
З 1967 року по 1989 рік працював на посадах молодшого, старшого і провідного наукового співробітника Інституту теоретичної фізики АН УРСР.
З 1989 року по квітень 2008 року очолював відділ математичних методів в теоретичній фізиці Інституту теоретичної фізики НАН України.
А. У. Клімик — автор 10 монографій, опублікованих вітчизняними та зарубіжними видавництвами, та понад 170 статей, опублікованих у зарубіжних та вітчизняних журналах.
Монографія «Представлення груп Лі і спеціальні функції» в 4 томах (1991-1995) стала фундаментальної монографією в світовій літературі із сучасної теорії спеціальних функцій. Остання його монографія «Квантові групи та їх представлення» (1997) широко відома і цитована в роботах авторів світового математичного і фізичного співтовариств.
А. У. Клімик — член ряду редколегій зарубіжних та вітчизняних видань:
- «Алгебра, групи і геометрії» (США);
- «Інтегральні представлення та спеціальні функції» (Гордон енд Бріч, Англія);
- «Методи функціонального аналізу і топології»;
- Електронний журнал «SIGMA».

Під керівництвом А. У. Клімика були захищені 2 докторські й 6 кандидатських дисертацій.

## Наукові праці
- Голод П. І., Клімик А. У. Математичні основи теорії симетрій. — К. : Наукова думка, 1992. — 368 с.
- Голод П. И., Климык А. У. Математические основы теории симметрий. — Ижевск : РХД, 2001. — 528 с.
- Климык А. У. Матричные елементы и коэффициенты Клебша-Гордана представлений групп. — К. : Наукова думка, 1979. — 314 с.
- Климык А. У., Качурик И. И. Вычислительные методы в теории представлений групп. — К. : Вища школа, 1986. — 314 с.
- Klimyk A., Schmudgen K. Quantum Groups and Their Representations. — Berlin : Springer, 1997.
- Vilenkin N. Ja., Klimyk A. U. Representation of Lie Groups and Special Functions. — Kluwer Academic Publishers, 1991-1995.

## Нагороди
- Орден «Знак Пошани»;
- Медаль «За доблесну працю»;
- Державна премія України в галузі науки і техніки (2001 рік);
- Почесна грамота Верховної Ради України (2006 рік).